# 對二側錐六角柱
在几何学中，對二側錐六角柱是一種凸十四面體，形如其名地，其可以透過在六角柱「相對」兩側的側面上各加上一個四角錐來建構，是一種二側錐六角柱，也是约翰逊多面体之一，編號J55。詹森多面體是凸多面體，面皆由正多邊形組成但不屬於均勻多面體，共有92種。
這些立體最早在1966年由諾曼·詹森（Norman Johnson）命名並給予描述。

## 性質
對二側錐六角柱可以視為由2個正四角錐（J1）和一個六角柱組合而成的立體，因此其面數、邊數和頂點數會與同樣是由2個四角錐和1個六角柱組合而成的二側錐六角柱相同，這些立體有鄰二側錐六角柱和間二側錐六角柱，它們都有14個面、26條邊和14個頂點。在其14個面中，有8個正三角形面、4個正方形面和2個正六邊形面。
對二側錐六角柱的14個頂點可以分成三種，一種是4個三角形的公共頂點，位於側錐上，共2個；一種是2個三角形、1個正方形和1個六邊形的公共頂點，位於側錐和頂面的交界處，共8個；還有一種是2個正方形和1個六邊形的公共頂點，位於原始六角柱底面和側面的交界，共4個。

### 二面角
對二側錐六角柱一共有五種二面角，分別是六角柱兩側面的二面角、六角柱側面與頂面的二面角、六角柱側面與側錐側面的二面角、六角柱頂面與側錐側面的二面角和側錐側面的二面角。
其中，六角柱兩側面的二面角為120度；六角柱側面與頂面的二面角為直角，90度；六角柱側面與側錐側面的二面角為六角柱兩側面的二面角與側錐底角的和，其中六角柱兩側面的二面角為負二分之一的反餘弦值、側錐（正四角錐）的底角為三平方根的倒數之反餘弦值，所以六角柱側面與側錐側面的二面角為：
{\displaystyle \arccos {\left(-{\frac {1}{2}}\right)}+\arccos {\left({\frac {1}{\sqrt {3}}}\right)}\approx 3.04971172\approx 174.73561^{\circ }}
這個角度非常接近平角（180度），也因此，底面邊數比6還多的側錐柱體無法以凸多面體的形式存在（角度超過平角）。
六角柱頂面與側錐側面的二面角為：
{\displaystyle \arccos {\left(0\right)}+\arccos {\left({\frac {1}{\sqrt {3}}}\right)}\approx 2.52611294\approx 144.73561^{\circ }}
側錐側面的二面角為負三分之一的反餘弦值：
{\displaystyle \arccos {\left(-{\frac {1}{3}}\right)}\approx 1.91063324\approx 109.471221^{\circ }}

### 體積與表面積
棱长为a的對二側錐六角柱的表面积（A）和体积（V）為：
{\displaystyle A=(4+5{\sqrt {3}})a^{2}}
{\displaystyle V={\frac {2{\sqrt {2}}+9{\sqrt {3}}}{6}}a^{3}}

### 頂點座標
對於一個邊長為2且幾何中心位於原點的，其頂點座標為：
{\displaystyle \left(\pm 1,\,\pm {\sqrt {3}},\,\pm 1\right),}
{\displaystyle \left(\pm 2,\,0,\,\pm 1\right),}
{\displaystyle \left(0,\,\pm {\frac {3+{\sqrt {6}}}{\sqrt {3}}},\,0\right).}

## 相關多面體
同樣是由2個四角錐和1個六角柱組合而成的二側錐六角柱有鄰二側錐六角柱和間二側錐六角柱。

鄰二側錐六角柱
間二側錐六角柱
對二側錐六角柱